# Distretto di Viet Yen
Viet Yen (vietnamita: Việt Yên) è una cittadina (thị xã) del Vietnam che nel 2019 contava 205.900 abitanti.
Occupa una superficie di 171 km² nella provincia di Bac Giang. Ha come capitale Bich Dong.